# Con Sordino
Con Sordino (Noors: En Vandrer spiller med Sordin) is een roman van de Noorse schrijver en Nobelprijswinnaar Knut Hamsun, verschenen in 1909. 
Con Sordino is het tweede boek van de zogenoemde Zwerverstrilogie. Het eerste en het derde deel zijn Onder de herfstster (1906) en De laatste vreugde (1912). Deze trilogie heeft dezelfde ik-figuur die eerder al in Honger (1890) voorkwam: een schrijver-kunstenaar van inmiddels middelbare leeftijd, die de eenzaamheid van de bossen heeft opgezocht en nu als dagloner in zijn levensonderhoud voorziet. Hij slaapt op hooizolders, trekt als los arbeider van boerderij naar boerderij en lijkt uiteindelijk de rust te vinden die hij zozeer zoekt. Innerlijk blijft hij echter een gespleten mens. Wie hij werkelijk is weet niemand.

## Typering en intrige
Con Sordino is de roman van het huwelijksleven van Louise Falkenberg, die we nog kennen uit Onder de herfstster. Haar verhaal wordt verteld door de zwerver-hoofdpersoon, die nog steeds zwaar op haar verliefd is. Hij beleeft als arbeider op het landgoed van haar man, kapitein Falkenburg, het huwelijksdebacle mee. Hij toont zich een sterk bewogen en geëngageerd toeschouwer van het drama dat zich aan Louise voltrekt. Soms grijpt hij handelend in of tracht een der partijen te beïnvloeden. 
Veelal becommentarieert de zwerver de gebeurtenissen zelf, maar geregeld laat hij ook 'rapporteurs' aan het woord, die nieuwsgierig spionerend en roddelend de gebeurtenissen volgen. Daarbij weet Hamsun door een geraffineerd wisselen van perspectief een soort van heimelijke verstandhouding tussen lezer en schrijver te scheppen, waaruit duidelijk wordt dat de zwerver met zijn interpretatie van de problemen die Louise Falkenberg te gronde richten (ze pleegt uiteindelijk zelfmoord), slechts een deel van de verbeelde werkelijkheid begrijpt. 
Net als Onder de herfstster is Con Sordino geschreven op een melancholieke, afstandelijke toon, waarmee Hamsun zich trachtte te wapenen tegen de ouderdom die hij zo vreesde. De verteltechniek in de eerste persoon wijkt echter duidelijk af van al het eerdere werk van Hamsun.